# Bitry (Oise)
Bitry és un municipi francès, situat al departament de l'Oise i a la regió dels Alts de França. L'any 2007 tenia 303 habitants.

## Demografia

### Població
El 2007 la població de fet de Bitry era de 303 persones. Hi havia 106 famílies de les quals 20 eren unipersonals (12 homes vivint sols i 8 dones vivint soles), 31 parelles sense fills i 55 parelles amb fills.
La població ha evolucionat segons el següent gràfic:
Habitants censats

### Habitatges
El 2007 hi havia 131 habitatges, 109 eren l'habitatge principal de la família, 14 eren segones residències i 8 estaven desocupats. 130 eren cases i 1 era un apartament. Dels 109 habitatges principals, 84 estaven ocupats pels seus propietaris, 23 estaven llogats i ocupats pels llogaters i 2 estaven cedits a títol gratuït; 3 tenien una cambra, 6 en tenien dues, 12 en tenien tres, 23 en tenien quatre i 66 en tenien cinc o més. 81 habitatges disposaven pel capbaix d'una plaça de pàrquing. A 42 habitatges hi havia un automòbil i a 61 n'hi havia dos o més.

### Piràmide de població
La piràmide de població per edats i sexe el 2009 era:
| Homes | Edats   | Dones |
| ----- | ------- | ----- |
| 0     | 95 o +  | 0     |
| 0     | 90 a 94 | 0     |
| 0     | 85 a 89 | 0     |
| 4     | 80 a 84 | 0     |
| 4     | 75 a 79 | 8     |
| 4     | 70 a 74 | 8     |
| 0     | 65 a 69 | 0     |
| 8     | 60 a 64 | 4     |
| 0     | 55 a 59 | 4     |
| 4     | 50 a 54 | 12    |
| 16    | 45 a 49 | 4     |
| 24    | 40 a 44 | 24    |
| 16    | 35 a 39 | 8     |
| 20    | 30 a 34 | 16    |
| 12    | 25 a 29 | 16    |
| 4     | 20 a 24 | 0     |
| 8     | 15 a 19 | 4     |
| 4     | 10 a 14 | 16    |
| 24    | 5 a 9   | 20    |
| 16    | 0 a 4   | 12    |

## Economia
El 2007 la població en edat de treballar era de 197 persones, 152 eren actives i 45 eren inactives. De les 152 persones actives 139 estaven ocupades (82 homes i 57 dones) i 14 estaven aturades (3 homes i 11 dones). De les 45 persones inactives 10 estaven jubilades, 11 estaven estudiant i 24 estaven classificades com a «altres inactius».

### Ingressos
El 2009 a Bitry hi havia 116 unitats fiscals que integraven 316 persones, la mediana anual d'ingressos fiscals per persona era de 18.744,5 €.

### Activitats econòmiques
Dels 4 establiments que hi havia el 2007, 1 era d'una empresa extractiva, 1 d'una empresa de fabricació d'altres productes industrials, 1 d'una empresa de construcció i 1 d'una empresa de comerç i reparació d'automòbils.
L'any 2000 a Bitry hi havia 7 explotacions agrícoles.

## Equipaments sanitaris i escolars
El 2009 hi havia una escola elemental integrada dins d'un grup escolar amb les comunes properes formant una escola dispersa.

## Poblacions més properes
El següent diagrama mostra les poblacions més properes.